# Bridgetown
Bridgetown este capitala statului Barbados. Numit înainte Town of Saint Michael sau Greater Bridgetown, orașul are o populație de 96.578 locuitori, fiind situat în regiunea (parohia) Saint Michael.
Bridgetown este un oraș portuar, centrul economic al insulei Barbados. Inițial, numele lui era Indian Bridge, denumire care provenea de la un pod care este situat pe râul "Constitution River". Orașul a luat ființă în anul 1628, fiind întemeiat de englezi.

## Economie
Principalele surse de venit provin din turism, și cultivarea trestiei de zahăr.

## Patrimoniu mondial UNESCO
Orașul vechi a fost înscris în anul 2011 pe lista patrimoniului cultural mondial UNESCO.